# Ça ne tient pas debout (chanson)
Pistes de Ça ne tient pas debout
À quoi il sert
Ça ne tient pas debout est une chanson écrite, composée et interprétée par Michel Berger pour l'album Ça ne tient pas debout sorti en 1990.